# Oak Leaf
Oak Leaf város az USA Texas államában, Ellis megyében. Lakosainak száma 1552 fő (2020. április 1.).

## Népesség
A település népességének változása:

| 2010 | 1 298 |
| 2020 | 1 552 |